# Victor Widmann-Sedlnitzky
Victor Widmann-Sedlnitzky, též Victor von Widmann-Sedlnitzky či Victor Freiherr von Widmann-Sedlnitzky (8. září 1836 – 25. ledna 1886 Vídeň), byl rakousko-uherský, respektive předlitavský politik, v roce 1870 krátce ministr zeměbrany Předlitavska.

## Biografie

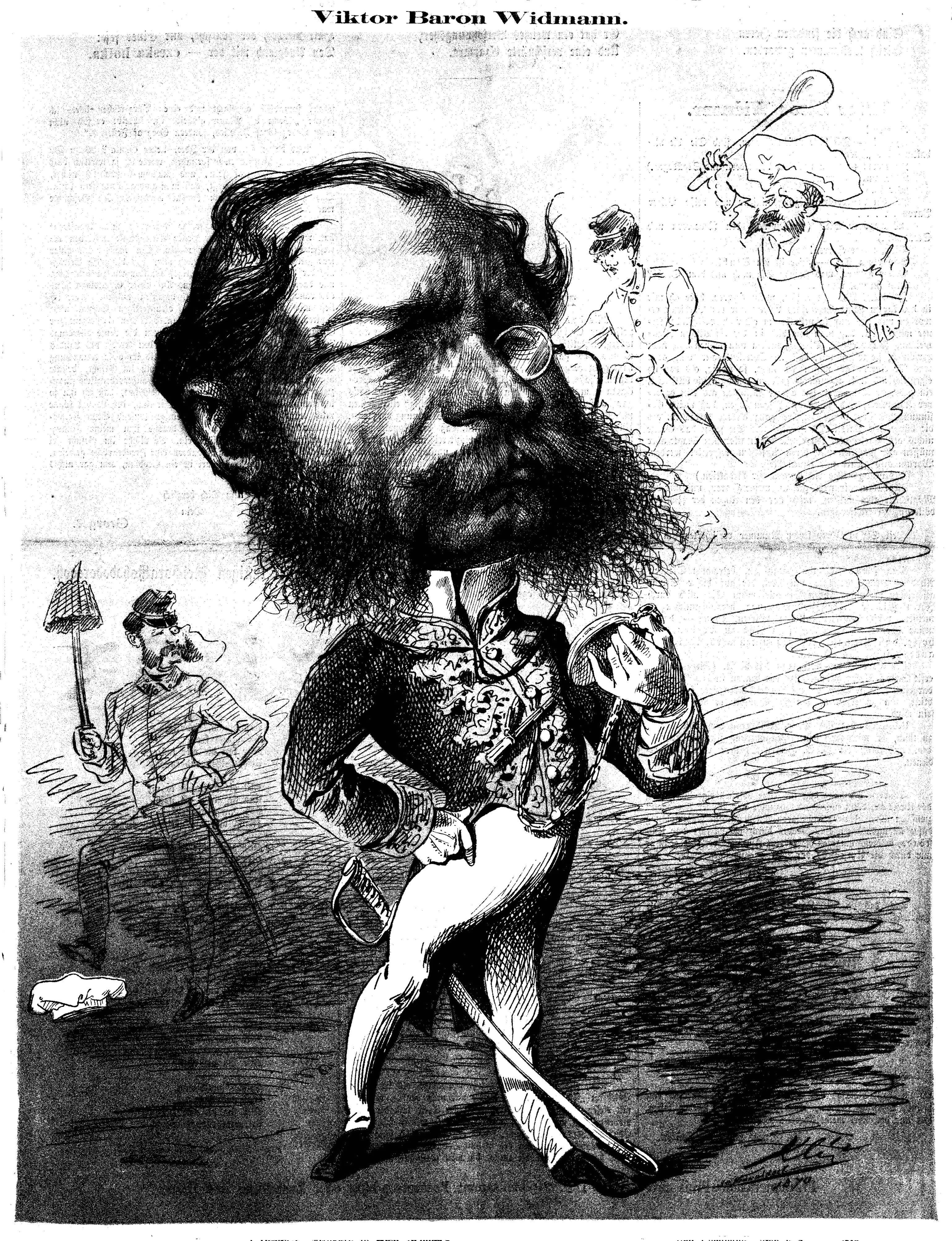
Karikatura V. Widmanna z r. 1870 (kreslil Karel Klíč)

Pocházel z vlivného šlechtického rodu Widmann-Sedlnitzky původem z Moravy a Slezska, jeho strýcem byl moravský zemský hejtman Adalbert Widmann. Měl funkci císařského komořího. Držel fideikomisní velkostatek Luka nad Jihlavou. Roku 1864 se oženil a Annou von Lazareff.
V letech 1867–1870 zasedal jako poslanec na Říšské radě ve Vídni. Sem ho zvolil Moravský zemský sněm (celostátní zákonodárný sbor tehdy ještě nebyl volen přímo, ale tvořen delegáty jednotlivých zemských sněmů). Reprezentoval velkostatkářskou kurii na Moravě. V roce 1874 se stal členem Panské sněmovny.
5. května 1870 zasedl ve vládě Alfreda von Potockého na pozici ministra zeměbrany Předlitavska. Portfolio si udržel jen do 28. června 1870. Podle jiného zdroje vládu opustil až v prosinci 1870.
Jeho syn Antonín Widmann-Sedlnitzky hospodařil na velkostatku v Lukách nad Jihlavou a byl rovněž aktivní v politice. V roce 1896 byl zvolen na Moravský zemský sněm za kurii velkostatkářů.